# Harry Potter en de Gevangene van Azkaban (soundtrack)

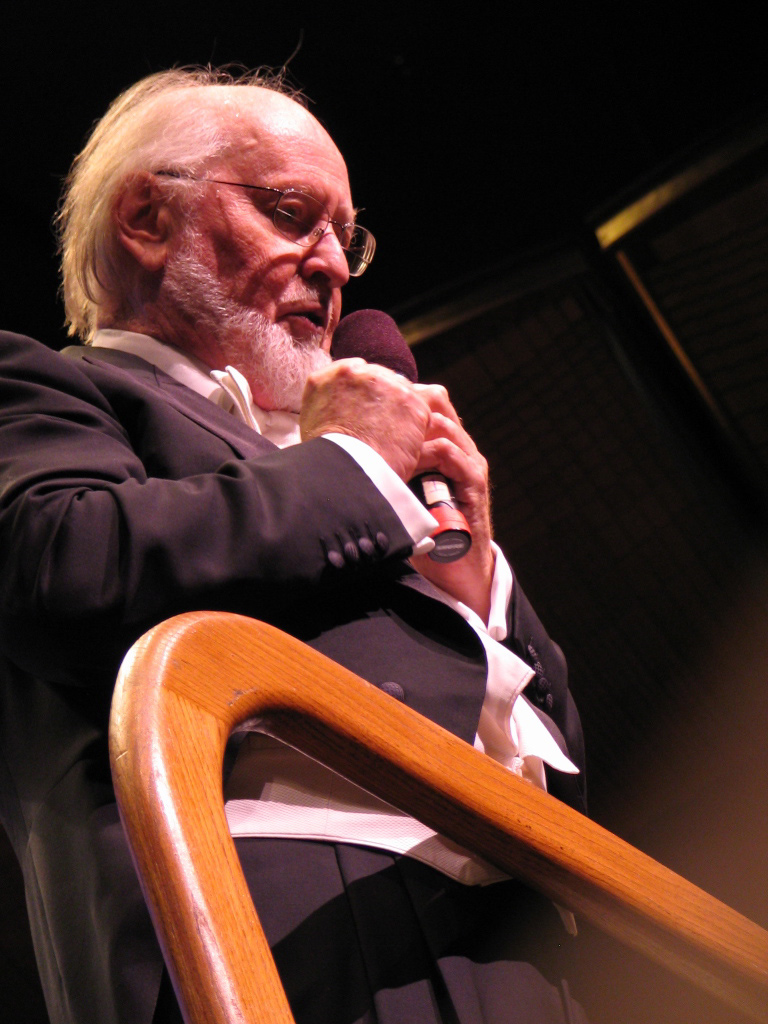
De componist John Williams

De original motion picture soundtrack van de derde Harry Potter verfilming verscheen op 25 mei 2004. De muziek kwam volledig van John Williams' hand. Hij stond ook in als dirigent bij de opname. Voor de vierde film, Harry Potter en de Vuurbeker, moest Williams met spijt weigeren wegens tijdgebrek omdat hij toen heel wat andere projecten in zijn agenda had staan. Daarom werd er voor de Britse Patrick Doyle gekozen. De vijfde en zesde film werden allebei gecomponeerd door Nicholas Hooper (ook Brits). De zevende en achtste films uit de serie, Harry Potter en de Relieken van de Dood deel 1 en deel 2, zijn gecomponeerd door de Franse Alexandre Desplat. Wel bevatten al deze films nog thematisch materiaal dat geschreven is door Williams. 
Dit album bevat opnieuw het Hedwig's Theme, de overige tracks zijn volledig nieuw. Omdat er voor de film een andere regisseur (Alfonso Cuarón), werd gebruikt, veranderde de stijl en dus ook die van de muziek. Er werden hiervoor heel wat instrumenten gebruikt. A Window to the Past vormt met zijn idyllische toon het treurige thema dat meermaals werd gebruikt. Tevens komen er ook veel actie en duistere thema's voor. Double Trouble geeft met de muziek van Williams en tekst uit Shakespeares Macbeth een warm welkom in een nieuw jaar op Zweinstein. Verder wordt de film afgesloten met de voorlaatste track, waar op het einde een bewerking van Hedwig's Theme werd gebruikt. Deze laatste noten werden voor de trailers van de volgende Harry Potterfilms gebruikt.
Er zijn twee nummers die niet in het album staan dat is het nummer, Hot Liquorice van Dick Walter dat gebruikt werd bij de scène van de Boeman lessen van professor Lupos. En het nummer Jungle Jazz Room van Steve Gray dat gebuikt werd bij de scène als professor Lupos zelf ontslag genomen heeft en zijn spullen pakt en dat Harry binnen komt en dan afscheid neemt van professor Lupos.

## Nummers
| Nr.: | Titel:                                     | Duur: |
| ---- | ------------------------------------------ | ----- |
| 1    | Lumos! (Hedwig's Theme)                    | 1:38  |
| 2    | Aunt Marge's Waltz                         | 2:15  |
| 3    | The Knight Bus                             | 2:52  |
| 4    | Apparition on the Train                    | 2:15  |
| 5    | Double Trouble                             | 1:37  |
| 6    | Buckbeak's Flight                          | 2:08  |
| 7    | A Window to the Past                       | 3:54  |
| 8    | The Whomping Willow and The Snowball Fight | 2:22  |
| 9    | Secrets of the Castle                      | 2:32  |
| 10   | The Portrait Gallery                       | 2:05  |
| 11   | Hagrid the Professor                       | 1:59  |

| Nr.: | Titel:                                      | Duur: |
| ---- | ------------------------------------------- | ----- |
| 12   | Monster Books and Boggarts!                 | 2:26  |
| 13   | Quidditch, Third Year                       | 3:47  |
| 14   | Lupin's Transformation and Chasing Scabbers | 3:01  |
| 15   | The Patronus Light                          | 1:12  |
| 16   | The Werewolf Scene                          | 4:25  |
| 17   | Saving Buckbeak                             | 6:39  |
| 18   | Forward to Time Past                        | 2:33  |
| 19   | The Dementors Converge                      | 3:12  |
| 20   | Finale                                      | 3:24  |
| 21   | Mischief Managed                            | 12:10 |

## Hitnoteringen

### NPO Klassiek Filmmuziek Top 200
| Als Harry Potter 1 t/m 3 in de NPO Klassiek Filmmuziek Top 200 | Als Harry Potter 1 t/m 3 in de NPO Klassiek Filmmuziek Top 200 | Als Harry Potter 1 t/m 3 in de NPO Klassiek Filmmuziek Top 200 | Als Harry Potter 1 t/m 3 in de NPO Klassiek Filmmuziek Top 200 | Als Harry Potter 1 t/m 3 in de NPO Klassiek Filmmuziek Top 200 | Als Harry Potter 1 t/m 3 in de NPO Klassiek Filmmuziek Top 200 | Als Harry Potter 1 t/m 3 in de NPO Klassiek Filmmuziek Top 200 | Als Harry Potter 1 t/m 3 in de NPO Klassiek Filmmuziek Top 200 | Als Harry Potter 1 t/m 3 in de NPO Klassiek Filmmuziek Top 200 | Als Harry Potter 1 t/m 3 in de NPO Klassiek Filmmuziek Top 200 | Als Harry Potter 1 t/m 3 in de NPO Klassiek Filmmuziek Top 200 |
| Jaar                                                           | 2016                                                           | 2017                                                           | 2018                                                           | 2019                                                           | 2020                                                           | 2021                                                           | 2022                                                           | 2023                                                           | 2024                                                           | 2025                                                           |
| -------------------------------------------------------------- | -------------------------------------------------------------- | -------------------------------------------------------------- | -------------------------------------------------------------- | -------------------------------------------------------------- | -------------------------------------------------------------- | -------------------------------------------------------------- | -------------------------------------------------------------- | -------------------------------------------------------------- | -------------------------------------------------------------- | -------------------------------------------------------------- |
| Positie                                                        | 23                                                             | 20                                                             | 9                                                              | 5                                                              | 8                                                              | 8                                                              | 10                                                             | 8                                                              | 8                                                              | 9                                                              |

## Prijzen
| Overwinningen:                                                                           | Overwinningen: | Overwinningen: |
| ---------------------------------------------------------------------------------------- | -------------- | -------------- |
| BMI Film Music Award                                                                     | John Williams  |                |
| World Soundtrack Awards - Public Choice Award                                            | John Williams  |                |
| Nominaties:                                                                              |                |                |
| Academy Award voor Best Achievement in Music Written for Motion Pictures, Original Score | John Williams  |                |
| Saturn Award voor Best Music                                                             | John Williams  |                |
| Grammy Award voor Best Score Soundtrack Album for a Motion Picture                       | John Williams  |                |
| World Soundtrack Award voor Best Original Soundtrack of the Year                         | John Williams  |                |
| World Soundtrack Award voor Soundtrack Composer of the Year                              | John Williams  |                |